# 染色體三倍體症
染色體三倍體症（英語：Trisomy），或稱三體症、三體性、三染色體症、三染色體性，是一種因為遺傳基因失調而引起的染色體倍性現象，以致身體細胞分裂時，某一對染色體得到了三條，而不是正常的兩條。
人类染色体三倍体症在新生儿中的发生率为 0.5%，在堕胎中的发生率高达 50%。大部分的三体性会导致堕胎，剩余的三体性与活产兼容，常伴有先天性出生缺陷和智力低下。

## 疾病
三體症候群在不同的基因對出現，會引起不同的疾病。以下為各種與三體症候群相關的疾病：
常染色体异常：
- 9-三體症（英语：Trisomy 9）。
- 巴陶氏症候群，亦稱13-三體症。
- 愛德華氏綜合症，亦稱18-三體症。
- 唐氏綜合症，亦稱21-三體症。

性染色体异常：
- X-三體
- XXY综合征
- XYY-三體